# Konopleanka, Velîka Bahacika
Konopleanka (în ucraineană Коноплянка) este un sat în comuna Biloțerkivka din raionul Velîka Bahacika, regiunea Poltava, Ucraina.

## Demografie
Componența lingvistică a localității Konopleanka
     Ucraineană (93,13%)
     Rusă (6,87%)
Conform recensământului din 2001, majoritatea populației localității Konopleanka era vorbitoare de ucraineană (93,13%), existând în minoritate și vorbitori de rusă (6,87%).